# Ipomopsis gossypifera
Ipomopsis gossypifera är en blågullsväxtart som först beskrevs av John Gillies och George Bentham, och fick sitt nu gällande namn av V. Grant. Ipomopsis gossypifera ingår i släktet Ipomopsis och familjen blågullsväxter. Inga underarter finns listade i Catalogue of Life.